# Микропластика у аретијским плаковима
Микропластика у аретијским плаковима која је откривена у најновијим истраживањима, може код особа са таквим плаковима да утиче на 4,5 пута већу вероватноћу да добију срчани удар, мождани удар или умру након 34 месеца након од кардиоваскуларне операције, за разлику  од оних који нису имали микропластику у плаку.

## Опште информације
Производи од пластике су веома згодни и широко се користе у свакодневном животу. Међутим, све већа глобална производња и потрошња пластике довела је до кључних проблема загађења животне средине, укључујући загађење микропластиком.
Микропластика су сићушне пластичне честице дужине мање од 5 mm,  које су или намерно произведене — попут микроперла и сјаја — или настају разградњом пластичних производа попут одеће и амбалаже за храну у животној средини.  Честице микроластике класификоване су у две категорије: примарне и секундарне Пластика која се директно производи до микровеличине се дефинише као примарна микропластика и обично се користи у козметици, средствима за чишћење лица и другим производима за личну негу; 93% пластичних микрозрнаца које се користе у козметици и производима за личну негу су полиетилен (ПЕ). Секундарна микропластика се ненамерно формира разградњом веће пластике кроз хемијске, физичке или биолошке процесе. Глобална производња пластике порасла је са 1,5 милиона тона на око 359,0 милиона тона у последњих 70 година и очекује се да ће достићи 500 милиона тона до 2025. године, међутим, не више од 10,0% пластичног отпада је рециклирано, а већина пластичног отпада је спаљена, депонована или испуштена директно у животну средину, што га чини важним извором микропластике.  
Због своје мале величине и стабилних хемијских својстава, микропластика је широко и стално присутна у земљишту, води и атмосферском окружењу, а све већи докази показују да је микропластика такође присутна у храни и води за пиће. Ову свеприсутну микропластику људи могу да прогутају или удахну у свакодневном животу, а неке се могу акумулирати у телу. Пријављено је да је микропластика откривена у крви пиролизном гасном хроматографијом/масеном спектрометријом (Пи-ГЦ/МС) са просечном концентрацијом од 1,6 μг/мЛ у крви  Теоретски, микропластика у крви може се транспортовати кроз кардиоваскуларни систем до различитих ткива и органа у целом телу; и повећава ризик од поремећених хормона, нарушеног имунитета и негативног утицаја на микробиом црева.  
Истраживачи су недавно потврдили присуство микропластике у људској постељици, срцу, плућима , дебелом цреву и тестисима. Такође артерије које носе крв по целом телу такође могу акумулирати микропластику; међутим, недостају истраживања на ову тему. 
На основу претходне студије само  Американци сваке године унесу у организам између 39.000 и 52.000 микропластичних честица,  храном и водом, удисањем из ваздуха или апсорпцијом кроз кожу,  

## Микропластика и кардиоваскуларно здравље

### Истраживање
За разлику од претходних студија  које су откриле присуство микропластике и нанопластике у људским ткивима, најновије студије објављена с почетка 2024. године, откриле су повезаност микропластике са кардиоваскуларним  обољењима.У овој студији, микропластика је откривена у три врсте артеријских ткива (коронарне артерије, енергетске артерије и аорта), претежно полиетилен терефталат (ПЕТ), затим полиамид-66 (ПА-66), поливинил хлорид (ПВЦ) и полиетилен (ПЕ). Најважније у овом исзтраживању је, да је концентрација микропластике у артеријама са атеросклеротским плаковима била значајно.
Здраве артерије имају глатке унутрашње зидове и крв кроз њих лако тече. Међутим, код неких особа  развијају се зачепљења артерија, као резултат накупљања супстанце која се зове плак на унутрашњим зидовима артерија. Плак који се акумулира на унутрашњим зидовима артерија је направљен од различитих супстанци које циркулишу  крвљу. То укључује калцијум, масти, холестерол, ћелијски отпад, фибрин, материјал који учествује у згрушавању крви, а према најновијим истраживањима и честице микропластике. Као одговор на накупљање плака, ћелије у зидовима  артерија се умножавају и луче додатне супстанце које могу погоршати стање како наслаге плака расту, јер настаје стање које се зове атеросклероза. Ово стање доводи до сужавања  зачепљења и стврдњавања артерија. 

### Значај
Артеријски плак може смањити проток крви или, у неким случајевима, потпуно блокира циркулацију крви и изазва кардиоваскуларни догађај.
Сазнање о повећаном броју кардиоваскуларних догађаја код пацијената без или са мало фактора ризика навело је групу истраживача на челу са  Антонијем Кариелом да размотри, осим познатих, и  друга стања која би могла утицати на стварање артеријског плака и прогресију атеросклерозе и, самим тим, на кардиоваскуларне догађаје. У овом истраживању, пошло се од чињенице  да загађење огромном количином пластике, у облику микро или нанопластике, која све више контаминира нашу планету, такође може деградирати човекове артерије и да би присуство таквог биолошки инертног материјала могло да промени здравље човекових крвних судова и утиче на кардиоваскуларне догађаје.
Након спроведеног истражувања од стране Антонија Кариела у проучаваним плаковима у  304 особе које су биле подвргнуте ендартеректомији каротидне артерије због асимптоматске болести каротидне артерије. у испитаним уклоњеном плаку крвних судова  утврђна је мерљива количине полиетилена код око 60% и  ПВЦ у плочама код 12% учесника студије.
Присуство пластике у људским атеросклеротским плаковима је изненађујуће, иако пластична контаминација људског ткива није непознаница, већ је широко распрострањена, забрињавајуће је њихов вероватан утицај на здравље кардиоваскуларног система.